# Équipe de Côte d'Ivoire masculine de volley-ball
L'équipe de Côte d'Ivoire de volley-ball est l'équipe nationale qui représente la Côte d'Ivoire dans les compétitions internationales de volley-ball. 
Elle est gérée par la Fédération ivoirienne de volley-ball.
Elle figure au 108e rang dans le classement de la Fédération internationale de volley-ball au 1er octobre 2018.
Sa meilleure performance est une quatrième place acquise au Championnat d'Afrique de volley-ball masculin 1989.